# Bacsó (település)
Bacsó (ukránul: Чабанівка [Csabanyivka]) falu  Ukrajnában, Kárpátalján, az Ungvári járásban.

## Fekvése
Ungtölgyestől és Ignéctől keletre fekvő település. Határában folyik a Sztára.

## Története
A trianoni békeszerződés előtt Ung vármegye Szerednyei járásához tartozott. 1910-ben 558 lakosából 20 magyar, 163 német, 375 ruszin volt. Ebből 14 római katolikus, 379 görögkatolikus, 159 izraelita volt.
2020-ig közigazgatásilag Ungfarkasfalvához tartozott.